# Tayloria callophylla
Tayloria callophylla là một loài rêu trong họ Splachnaceae. Loài này được (Müll. Hal.) Mitt. mô tả khoa học đầu tiên năm 1882.